# Ga Bằng Tường
Ga Bằng Tường (chữ Hán giản thể: 凭祥站; phồn thể: 憑祥站) là nhà ga xe lửa chính ở trung tâm Bằng Tường, Sùng Tả, Quảng Tây, Cộng hòa Nhân dân Trung Hoa.

## Bên cạnh
Tổng công ty Đường sắt Trung Quốc
- Đường sắt Hành Dương - Bằng Tường